# Вьяль, Николай Васильевич
Николай Васильевич Вьяль (1903 — ?) — советский учёный в области химии металлов, лауреат Сталинской премии (1950).
Родился в 1903 г. в с. Новосеславино Козловского уезда Тамбовской губернии в семье рабочего. Член партии с 1928 г.
С 1920 г., после окончания средней школы, работал на строительстве железной дороги, затем инструктором ликбеза и директором школы.
В 1925—1927 гг. служил в РККА, затем работал на Невьянском лесопильном заводе и в тресте «Камураллес». В 1929 г. поступил в Уральский политехнический институт (УПИ), после его разделения (1930) учился в Уральском институте чёрных металлов и в 1932 г. его окончил по специальности инженер-металлург.
С 1933 г. научный сотрудник Уральского филиала АН СССР (УФАН). В 1934—1936 гг. учёный секретарь, с 1936 г. парторг.
11 февраля 1937 г. исключён из партии Ленинским РК за «скрытие протокола партсобрания», а 8 октября Свердловским ГК ВКП(б) «за защиту чуждых элементов и допущение колебаний в осуждении контрреволюционной деятельности Румянцева». 29 марта 1938 г. восстановлен парткомиссией КПК при ЦК ВКП(б).
После этого уехал в Москву, работал в Институте неорганической химии АН СССР (ИОНХАН имени Н. С. Курнакова).
Во время войны вместе с Н. В. Вороновым разработал ускоренный режим термической обработки корпусов осколочно-фугасных и бронебойных снарядов по заданию ГАУ РККА. Награждён орденом Красной Звезды (27.03.1945).
В 1950 г. совместно с В. Д. Садовским и К. А. Малышевым опубликовал статью о перекристаллизации быстрорежущей стали при последующих нагревах, которая положила начало развитию нового направления в металловедении.
Сталинская премия 1950 года — за разработку и осуществление нового метода исследования жаропрочных сплавов.
Сочинения:
- Садовский В. Д., Малышев К. А., Вьяль Н. В. Природа нафталинистого излома в быстрорежущей стали // Изв. сектора физ.-хим. анализа, 1950, Т. 20, С. 345—350.